# NAD(P)+ transhidrogenaza (AB-specifična)
+ transhidrogenaza (AB-specifična) (EC 1.6.1.2, piridin nukleotidna transhidrogenaza, transhidrogenaza, + transhidrogenaza, nikotinamid adenin dinukleotid (fosfat) transhidrogenaza, + transhidrogenaza, NADH transhidrogenaza, nikotinamid nukleotidna transhidrogenaza, + transhidrogenaza, piridin nukleotidna transferaza, NADPH-NAD+ oksidoreduktaza, NADH-NADP+-transhidrogenaza, + transhidrogenaza, + transhidrogenaza (AB-specifična)) je enzim sa sistematskim imenom NADPH:NAD+ oksidoreduktaza (AB-specifična). Ovaj enzim katalizuje sledeću hemijsku reakciju
 + + {\displaystyle \rightleftharpoons } + + NADH
Ovaj enzim iz srčanih mitohondrija je A-specifičan u pogledu NAD+ i B-specifičan za NADP+.

## Literatura
- Nicholas C. Price; Lewis Stevens (1999). Fundamentals of Enzymology: The Cell and Molecular Biology of Catalytic Proteins (Third изд.). USA: Oxford University Press. ISBN 019850229X.
- Eric J. Toone (2006). Advances in Enzymology and Related Areas of Molecular Biology, Protein Evolution (Volume 75 изд.). Wiley-Interscience. ISBN 0471205036.
- Branden C; Tooze J. Introduction to Protein Structure. New York, NY: Garland Publishing. ISBN 0-8153-2305-0.
- Irwin H. Segel. Enzyme Kinetics: Behavior and Analysis of Rapid Equilibrium and Steady-State Enzyme Systems (Book 44 изд.). Wiley Classics Library. ISBN 0471303097.
- William P. Jencks (1987). Catalysis in Chemistry and Enzymology. Dover Publications. ISBN 0486654605.

## Spoljašnje veze
- NAD(P)++transhydrogenase+(AB-specific) на 